# 久米島町

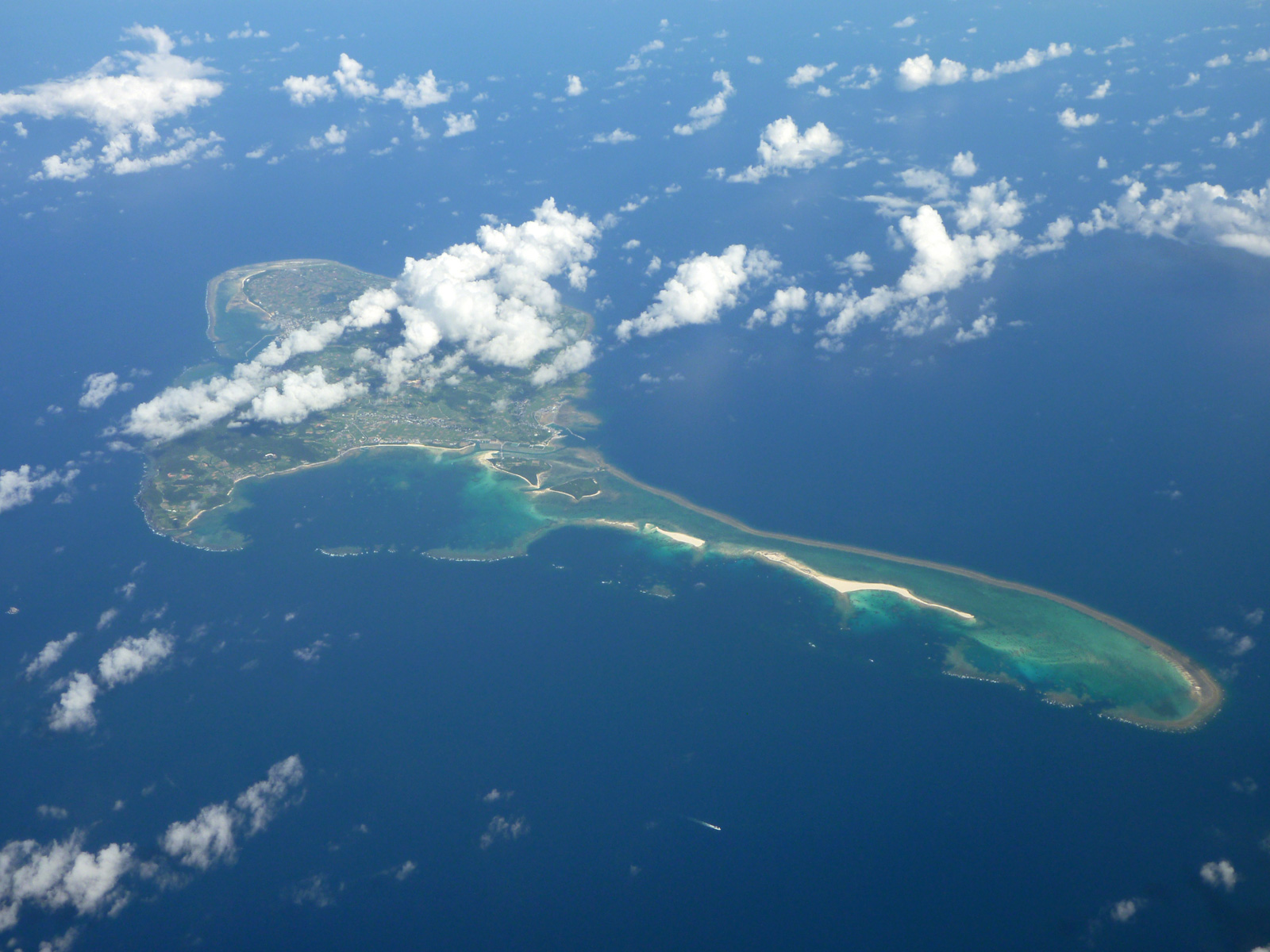
久米島、奥武島、オーハ島

久米島町（くめじまちょう）は、沖縄県島尻郡の町。沖縄県で5番目に大きい島である久米島及びその周辺にある奥武島、オーハ島、鳥島と、沖縄県最北の島である硫黄鳥島とを行政区画とする。
2002年4月1日に具志川村と仲里村が合併して発足。サトウキビ農業やダイビングスポットとしての観光産業が盛んであるほか、海洋深層水を利用した保養施設の建設、食品の開発などを進めている。2005年からは久米島町営仲里野球場、2006年からは久米島野球場が2球場とも日本プロ野球の球団である東北楽天ゴールデンイーグルスのキャンプ地となった。

## 地理
沖縄本島の西側にある。久米島を中心に、奥武島、オーハ島、一着島、「鳥島射爆撃場」のある鳥島などの小島と、硫黄鳥島（鳥島）もその行政区分に加わる。
島の区分では高島に属し、島の北側に宇江城山系、南側にアーラ山系が連なる。水系は豊かで、宇江城山系に水源をもつ白瀬川などがある。

## 人口動向
| |                                          |  |
| 久米島町と全国の年齢別人口分布（2005年） | 久米島町の年齢・男女別人口分布（2005年） |  |
| ■紫色 ― 久米島町 ■緑色 ― 日本全国 | ■青色 ― 男性 ■赤色 ― 女性                |  |
| 久米島町（に相当する地域）の人口の推移 \| 1970年（昭和45年） \| 11,364人 \| \| \| 1975年（昭和50年） \| 10,109人 \| \| \| 1980年（昭和55年） \| 10,187人 \| \| \| 1985年（昭和60年） \| 10,238人 \| \| \| 1990年（平成2年） \| 10,309人 \| \| \| 1995年（平成7年） \| 9,819人 \| \| \| 2000年（平成12年） \| 9,359人 \| \| \| 2005年（平成17年） \| 9,177人 \| \| \| 2010年（平成22年） \| 8,519人 \| \| \| 2015年（平成27年） \| 7,755人 \| \| \| 2020年（令和2年） \| 7,192人 \| \| |                                          |  |
| 総務省統計局 国勢調査より |                                          |  |
| 1970年（昭和45年） | 11,364人                                 |  |
| 1975年（昭和50年） | 10,109人                                 |  |
| 1980年（昭和55年） | 10,187人                                 |  |
| 1985年（昭和60年） | 10,238人                                 |  |
| 1990年（平成2年） | 10,309人                                 |  |
| 1995年（平成7年） | 9,819人                                  |  |
| 2000年（平成12年） | 9,359人                                  |  |
| 2005年（平成17年） | 9,177人                                  |  |
| 2010年（平成22年） | 8,519人                                  |  |
| 2015年（平成27年） | 7,755人                                  |  |
| 2020年（令和2年） | 7,192人                                  |  |

## 歴史

### 先史-原史時代
下地原洞穴遺跡で1.5-1.6万年前の乳幼児の人骨(下地原洞人)が見つかっており、旧石器時代にヒトが生活していたことは分かるが文化的な様相は明らかでない。
日本本土では縄文時代にあたる時期（貝塚時代早期-中期）は縄文時代後期（貝塚時代前期）から、通称「大原砂丘」一帯と、旧具志川村の北西海岸の台地上一帯に遺跡群が形成される。
本土の弥生時代から古墳時代（貝塚時代後期前半）は砂丘上に遺跡が形成される。特にこの時期は九州との交易が確認され、沖縄諸島全体では40ヶ所の遺跡から弥生土器が出土し、久米島では清水貝塚や北原貝塚から弥生土器が見つかった。また、漢代の五銖銭が見つかっていて、これは中国から直接もたらされたという意見もある。
古代（貝塚時代後期後半）も砂丘状に遺跡が形成されるが、様相は明らかでない。この時期にも唐代の開元通宝が見つかっており、貨幣として用いられたという意見がある。
グスク時代（12-15・16世紀）には久米島でも山間部などにグスクが築かれる。代表的なグスクは宇江城グスク、具志川グスクがあり、いずれ琉球王国による統一で廃城となった。これらのグスクからは中国や東南アジアの陶磁器が見つかっている。近年、久米島東部のハテの浜一帯から見つかる12世紀ごろの陶磁器が、当時の交易ルートなどを知る上で注目される。

#### 主な先史-原史時代遺跡
- 北原貝塚：字北原に所在。縄文時代-古代の遺跡。久米島空港ターミナル一帯にあり、3回の発掘調査が行われた。1971年の調査では住居跡や中国文物が見つかった。90年の調査では2つの文化層を確認し、下層は縄文時代後期、上層は古代であった。
- 大原貝塚：字大原に所在。沖縄県指定史跡。縄文時代後-晩期の遺跡。いくつかの地点に分かれ、人骨や埋葬に関わる遺構などが見つかった。
- 大原第2貝塚：字大原に所在。弥生時代-古代の遺跡。下層は弥生時代、上層は古代の文化層で、下層の土器はの編年の画期となった。
- 清水貝塚：字鳥島に所在。古墳時代-古代の遺跡。貝札（貝符）が層を違えて見つかり、沖縄諸島における貝札（貝符）を考える画期となった。
- 宇江城グスク・具志川グスク：前者は字宇江城で宇江城岳の山頂、後者は字具志川で海岸部に築かれている。いずれも史跡整備がすすめられ、陶磁器等の遺物、石積みなどの遺構が確認されている。特に具志川城跡では元代の染付（青花）が注目されている。

### 歴史時代

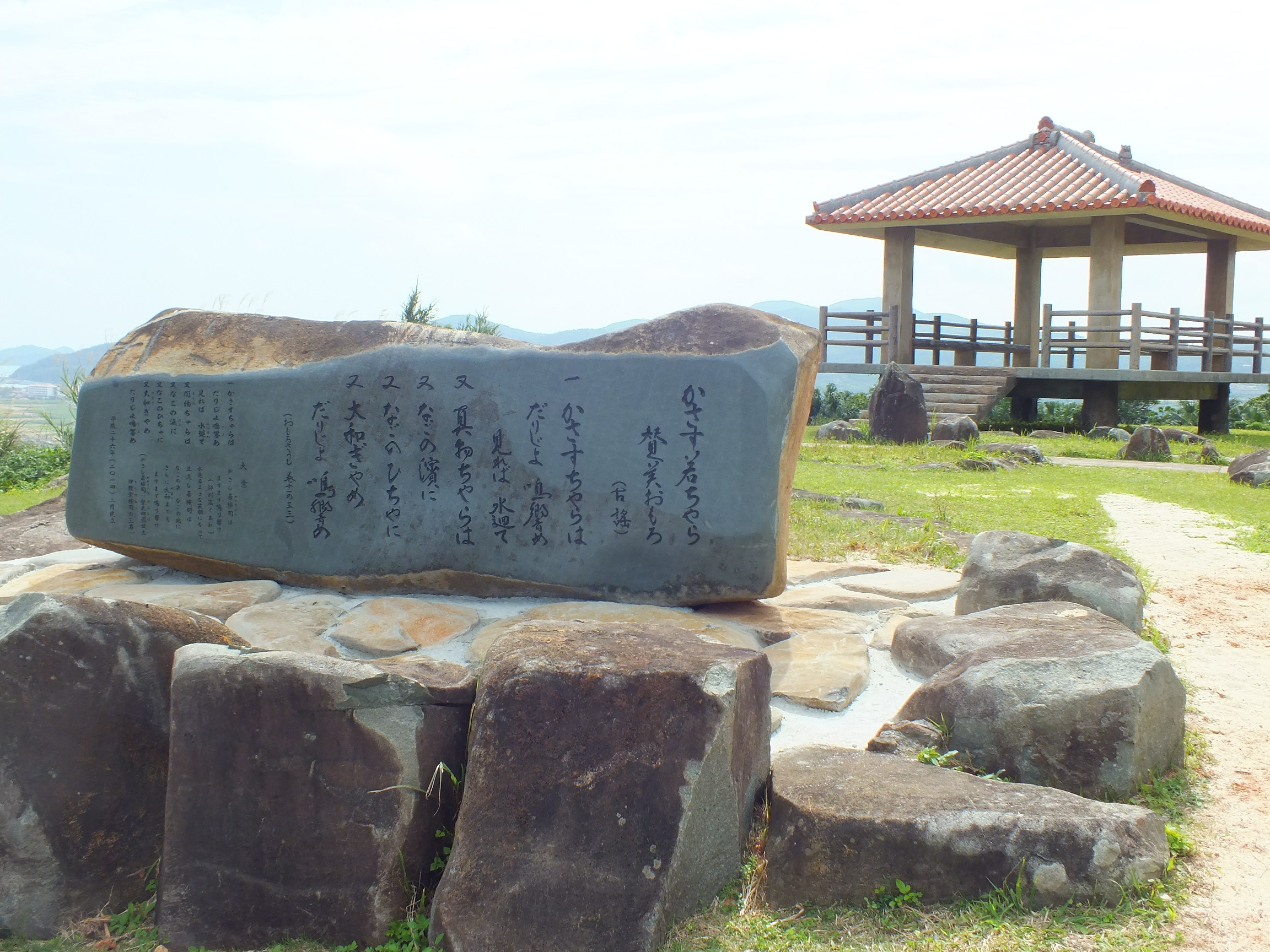
登武那覇城園地

久米島が文献に現れるのは『続日本紀』で、714年に来朝した「球美」人が久米島のこととされる（球美=クミとは琉球方言で「米」を意味し、米所の久米島を指すと考えられる）。そして、1264年に中山への入貢が行われたと記される。
太平洋戦争末期に久米島守備隊住民虐殺事件が起きた。

## 行政
2002年の合併は、沖縄県における平成の大合併の第1号で、具志川村と仲里村の2村が合併した。庁舎は旧具志川村・仲里村の庁舎をそれぞれ用いる分庁方式を採用している。
- 町長  桃原秀雄（とうばる ひでお[1]、2022年 - 現職）

## 地域

### 旧仲里村域

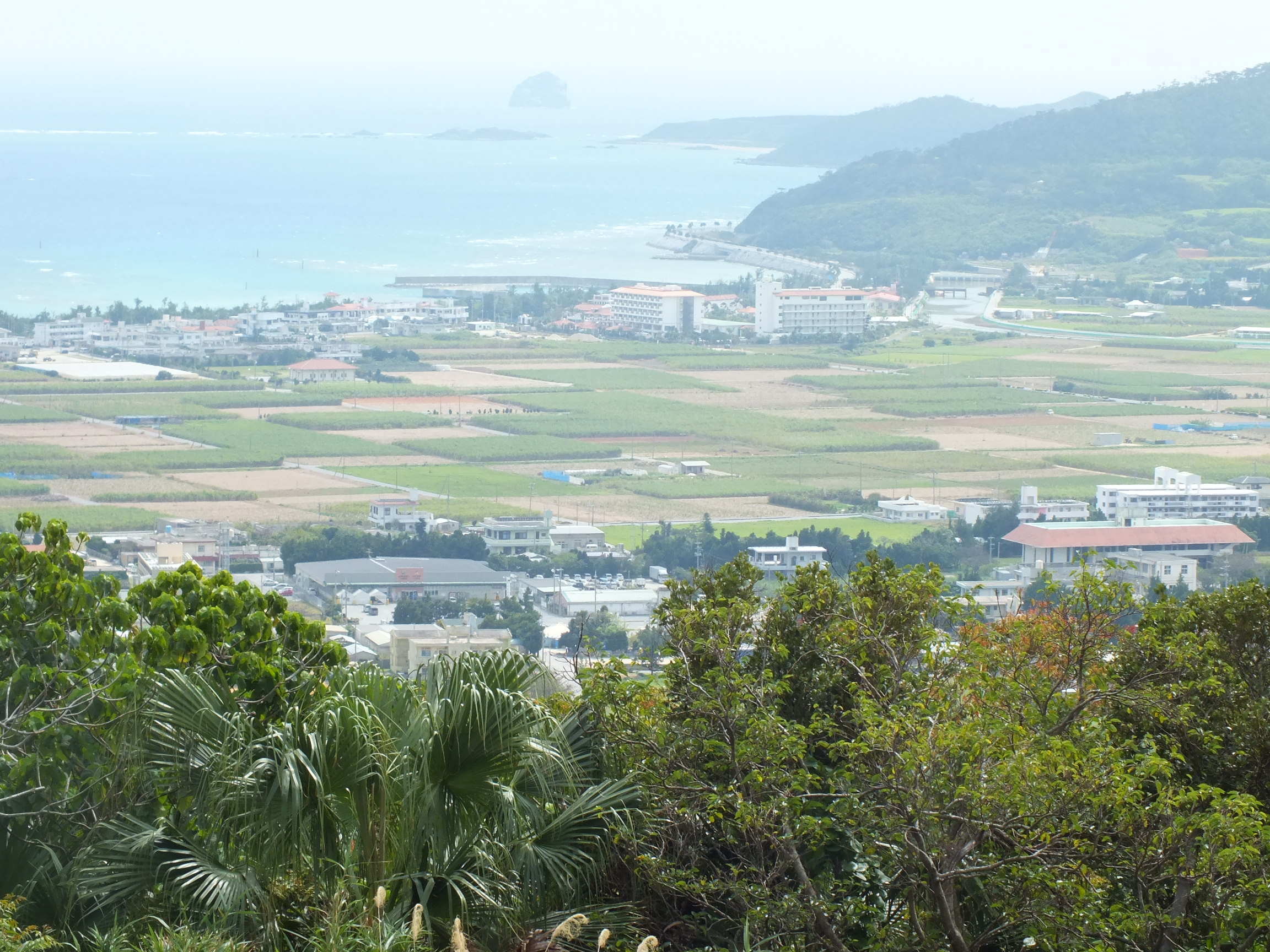
手前は仲里庁舎のある比嘉集落、奥はリゾートホテル久米アイランド

元は村制前の10村を引き継いだ10字を置いていたが、のちに3字新設され、現在は13字を数える。
- 阿嘉（あか）

上阿嘉・下阿嘉の2集落がある。
- 宇江城（うえぐすく）
- 宇根（うね）

宇根・真泊の2集落がある。
- 儀間（ぎま）
- 島尻（しまじり）
- 謝名堂（じゃなどう）
- 比嘉（ひが） ：メイン庁舎である仲里庁舎（旧仲里村役場）所在地
- 比屋定（ひやじょう）
- 真謝（まじゃ）
- 山城（やまぐすく）

以下は1967年に新設された字である。
- 奥武（おう）：宇根の一部より新設。

西奥武・東奥武の2集落がある。
- 銭田（ぜんだ）：山城の一部より新設。
- 真我里（まがり）：山城の一部より新設。山城や沖縄本島からの入植により人口が増加した。字名は「曲」から「真我利」、「真我里」と変化してきた。

### 旧具志川村域
元は村制前の10村を引き継いだ10字を置いていたが、のちに4字新設され、現在は14字を数える。
- 硫黄鳥島（いおうとりしま）：20世紀初めに住民が久米島に移住し、無人島となった。
- 上江洲（うえず）

上江洲・久間地の2集落がある。
- 大田（おおた）
- 嘉手苅（かでかる）
- 兼城（かねぐすく）
- 具志川（ぐしかわ）
- 仲地（なかち）
- 仲村渠（なかんだかり）：国の史跡「具志川城跡」がある
- 西銘（にしめ）
- 山里（やまざと）

以下は1967年に新設された字である。
- 大原（おおはら）：大田・西銘・上江洲・山里の一部より新設。
- 北原（きたはら）：仲村渠・仲地・山里・具志川の一部より新設。久米島空港がある
- 鳥島（とりしま）：大田の一部より新設。かつて硫黄鳥島から移住した住民らでつくった集落
- 仲泊（なかどまり）：大田の一部より新設。具志川庁舎（旧具志川村役場）所在地

## 経済

### 産業
主要な産業は観光業、農業、酒造業である。観光業は、ハテの浜などに代表される美しい海岸と珊瑚礁の海へのダイビングなどを目玉に、県外や国外からの観光客が多く訪れている。観光客向けのイーフビーチホテル、サイプレスリゾート久米島、リゾートホテル久米アイランドなどの宿泊施設も数多く存在する。観光協会も積極的に広報活動をし、積極的な観光客の呼び込みを図っているが、歴史的経緯から難しい局面もあり、本土や外国からの観光客との間でトラブルが起こることもあり得ることから、今後の対応が注目されている。農業は主にサトウキビ（久米島製糖が本社を置く）、肉牛、キクの栽培が中心である。かつては水田が広がる米所であったが、アメリカの施政下においてサトウキビ栽培の奨励策がとられたことや、復帰後の減反政策により、現在は殆ど栽培されなくなった。
久米島は上質な水に恵まれていることから、泡盛の生産も主要産業の1つで、久米島の久米仙と米島酒造所の2社が生産している。久米島の久米仙は県下首位の売上高を誇り、全国へと製品が出荷されている。米島酒造は小規模で手仕込みの伝統的な製法を堅持し、ほとんどが島内で消費されるため、県外のみならず沖縄本島においても出回ることが少ない。
近年では海洋深層水を利用した産業振興が行われており、2000年には沖縄県の海洋深層水研究所が設置され、2004年には海洋深層水を利用した温泉療養施設、バーデハウス久米島がオープンした。(2020年より休館)また、海洋深層水から作られた塩・海洋深層水を利用した食品などの開発も盛んである。

## 交通

### バス
- 路線バス - 久米島町営バス（一周線・島尻線・空港線の3路線を運行）
- 観光バス - 久米島交通

### 船舶
- 久米商船
  - 那覇港 - 久米島（兼城港） - 渡名喜村

### 港湾

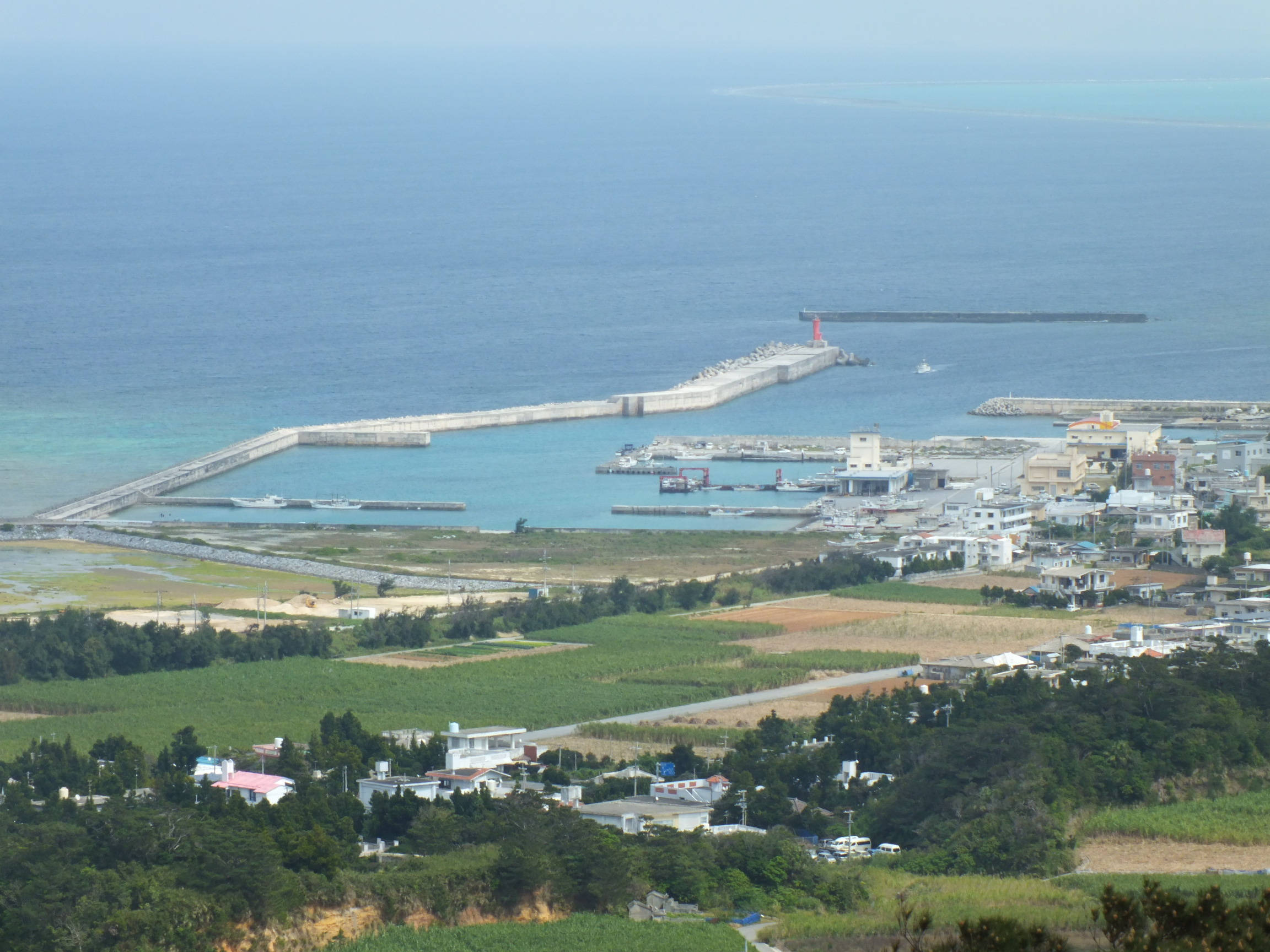
真泊港

- 兼城港
- 真泊港

### 空港
- 久米島空港
  - 日本航空(JAL)[2]
    - 東京国際空港[3]

  - 日本トランスオーシャン航空(JTA)
    - 那覇空港

  - 琉球エアーコミューター(RAC)
    - 那覇空港

### 道路
- 沖縄県道89号久米島空港真泊線（主要地方道）
- 沖縄県道175号兼城港線
- 沖縄県道242号宇根仲泊線
- 沖縄県道245号久米島一周線

## 放送・通信
- テレビは久米島中継局と町役場仲里庁舎付近の島東部にある久米島東中継局の2箇所に設置されている。
  - 久米島中継局はアナログ放送が琉球放送（RBC）がVHFで、その他はUHFで放送していた。（当初はNHKもVHFだったがEスポによる混信でUHFに変更）。
  - 久米島東中継局はNHKと沖縄テレビ（OTV）のみが設置、放送しており、久米島局のアナログがVHFのRBCと未設置の琉球朝日放送（QAB）は設置されていない（地上デジタル放送はRBC・QABもともに設置）。
  - 地上デジタルテレビジョン放送は2007年に久米島中継局、2008年には久米島東中継局でも開始された（久米島東局未設置だったRBC・QABでもデジタル新局として開局した）。
- ラジオはNHKFMのみ設置されており（84.2MHz）、AM局は沖縄本島の那覇本局から直接受信している。またFM沖縄も那覇本局からの放送エリアに入っているため受信可能。
- 2012年5月17日に久米島で初のコミュニティFM局となるFM久米島が開局（89.7MHz）。出力はコミュニティFMでは国内最大となる80Wで送信している。

中継局周波数一覧（TVの単位はCH）
| 所在地 （リモコンキーID） | 総合 （1） | 教育 （2） | RBC （3） | OTV （8） | QAB （5） |
| ------------------------- | ---------- | ---------- | --------- | --------- | --------- |
| 久米島                    | 33         | 25         | 30        | 31        | 32        |
| 久米島東                  | 20         | 19         | 21        | 22        | 23        |

### 郵便
（2013年10月現在）
- 日本郵便株式会社
  - 久米島郵便局（儀間）- 集配局。集配区域の郵便番号は「901-31xx」（1980年代まで一部地域で901-32の郵便番号も存在していたが901-31に統合された）。郵便窓口は土曜・休日も開設（午前中のみ）。
  - 大田郵便局（仲泊）
  - 仲里郵便局（謝名堂）

## 教育

### 小学校
- 久米島町立大岳小学校（久米島町山里）
- 久米島町立久米島小学校（久米島町儀間）
- 久米島町立清水小学校（久米島町鳥島）
- 久米島町立仲里小学校（久米島町謝名堂）
- 久米島町立比屋定小学校（久米島町宇江城）
- 久米島町立美崎小学校（久米島町真謝）

### 中学校
- 久米島町立久米島西中学校（久米島町西銘）
- 久米島町立球美中学校（久米島町比嘉）

### 高等学校
- 沖縄県立久米島高等学校（久米島町嘉手苅）
  - 島内の中学校と中高一貫教育に取り組んでいる。

## 生物
- クメジマボタル
- キクザトサワヘビ

## 観光
- 久米島の渓流・湿地 - ラムサール条約に登録されている
- カンジン貯水池 - ため池百選
- ハテの浜 - 沖合ある長さ約7kmの3つの砂州
- 久米島博物館
- 久米島紬の里ユイマール館 - 久米島紬（国の重要無形文化財）
- 具志川城跡（国の史跡）

## 著名な出身者
- 仲原善忠 - 沖縄学研究者
- 宮里静湖 - 詩人・作詞家、代表作「桑の実」「沖縄県民の歌」
- 大田昌秀 - 元参議院議員、元沖縄県知事
- 小島よしお - お笑い芸人（千葉県千葉市稲毛区育ち）
- 山城吉超 - プロバスケットボール選手（bjリーグ・琉球ゴールデンキングス所属）
- 新垣樽助 - 声優